# Lexington, Ohio
Lexington är en ort (village) i Richland County i Ohio. Vid 2010 års folkräkning hade Lexington 4 822 invånare.